# Konserwatywna Partia Kanady
Konserwatywna Partia Kanady (ang. Conservative Party of Canada, fr.  Parti conservateur du Canada) – partia polityczna, utworzona w 2004, działająca w Kanadzie na poziomie federalnym.

## Historia
Powstała przez połączenie dwóch konserwatywnych partii: Kanadyjskiego Sojuszu Reformatorsko-Konserwatywnego i Postępowo-Konserwatywnej Partii Kanady.
Tymczasowym przewodniczącym został młody konserwatywny polityk z Alberty, Stephen Harper, który także po wyborach utrzymał przywództwo partii. Pod jego przewodnictwem w wyborach roku 2004 partia konserwatywna zdobyła 29,6% głosów i 99 z 308 mandatów poselskich, stając się największą partią opozycyjną.
W kolejnych wyborach 23 stycznia 2006 jego partia wygrała wybory zdobywając 36,25% głosów i 124 mandaty.
Partia Konserwatywna ponownie wygrała wybory parlamentarne w październiku 2008, zdobywając 37.6% głosów i 143 mandaty (z 308). Wyniki te były lepsze od tych w poprzednich wyborach w 2006 (36.27% i 124 mandaty), ale nie pozwoliły partii na utworzenie rządu większościowego.
Liderem partii od 27 maja 2017 był Andrew Scheer, 24 sierpnia 2020 został wybrany na to stanowisko Erin O'Toole, a od 10 września 2022 jest nim Pierre Poilievre.

## Założenia programowe
Podstawowymi postulatami politycznymi, z którymi partia ruszyła do kampanii wyborczej 2004 roku, były:
- Kwestie społeczne:
  - zniesienie praw do zawierania małżeństw homoseksualnych;
  - ograniczenie prawa do aborcji;
  - ograniczenie dwujęzyczności urzędów;
  - zaostrzenie kar dla przestępców, także młodocianych.
- Kwestie gospodarcze:
  - cięcia podatkowe;
  - dalsza liberalizacja gospodarcza.
- Sprawy międzynarodowe:
  - zbliżenie z USA;
  - wzrost aktywności na arenie międzynarodowej.
- Inne:
  - wzrost nakładów przy jednoczesnej liberalizacji służby zdrowia;
  - wzrost nakładów na zbrojenia;
  - ograniczenie administracji[potrzebny przypis].

## Poparcie
| Wybory | Poparcie | Zmiana punktów procentowych | Mandaty (Izba Gmin) | Zmiana |
| ------ | -------- | --------------------------- | ------------------- | ------ |
| 2004   | 29,63%   | –                           | 99                  | –      |
| 2006   | 36,27%   | 6,64                        | 124                 | 25     |
| 2008   | 37,6%    | 1,33                        | 143                 | 19     |
| 2011   | 39,62%   | 2,02                        | 166                 | 23     |
| 2015   | 31,89%   | 7,73                        | 99                  | 60     |
| 2019   | 34,34%   | 2,45                        | 121                 | 22     |
| 2021   | 33,74%   | 0,60                        | 119                 | 2      |
| 2025   | 41,81%   | 8,07                        | 144                 | 25     |